# Полещук, Мария Дмитриевна
Мари́я Дми́триевна Полещу́к (9 февраля 1930, дер. Матвейково, Московская область, РСФСР — 2 апреля 2017, Москва, Российская Федерация) — советский передовик текстильного производства, ткачиха Московского шёлкового комбината им. П. П. Щербакова. Герой Социалистического Труда (1977).

## Биография
Мария Полещук родилась 9 февраля 1930 в деревне Матвейково Московской области в русской крестьянской семье.
В 1945 году переехала в Москву и, окончив в 1946 году школу фабрично-заводского ученичества, устроилась на работу ткачихой на Шёлковый комбинат имени Щербакова. Окончила среднюю школу рабочей молодёжи. В 1968 году вступила в КПСС. В 1974 году окончила Московский механико-технологический техникум текстильной промышленности. Во время десятой пятилетки была инициатором выполнения трёх пятилетних заданий. Одной из первых перешла на многостаночное обслуживание, первой начала соревнование за снижение обрывности нитей.
Избиралась депутатом Моссовета. В 1979 году избрана депутатом Верховного Совета СССР 10-го созыва от Куйбышевского избирательного округа города Москвы. Была делегатом XXIV и XXVII съездов КПСС и XIX конференции КПСС.
Умерла 2 апреля 2017 года. Похоронена на Троекуровском кладбище Москвы (участок 25).

## Сочинения
- Найди себя в труде : Записки наставника / М. Д. Полещук. — М. : Профиздат, 1980. — 112 с.

## Награды и звания
- 2 ордена Ленина (1971, 1977)
- орден Октябрьской революции (1986)